# Miguelina Cobián
Miguelina Cobián Hechavarría (Santiago de Cuba, 1941. december 19. – Havanna, 2019. december 1.) olimpiai ezüstérmes kubai atléta, rövidtávfutó.

## Pályafutása
Az 1963-as São Paulo-i pánamerikai játékokon ezüstérmet szerzett 100 és 200 méteres síkfutásban. Az 1968-as mexikóvárosi olimpián 4×100 méteres váltóban ezüstérmes lett társaival: Marlene Elejardevel, Fulgencia Romayval és Violeta Quesadaval.

## Sikerei, díjai
- Olimpiai játékok – 4×100 m
  - ezüstérmes: 1968, Mexikóváros
- Pánamerikai játékok
  - ezüstérmes (2): 1963, São Paulo (100 m és 200 m)